# Plaza de San Javier
La plaza de San Javier o plazuela de San Javier de Madrid, integrada como un ensanchamiento de la calle del Conde, es tradicionalmente considerada como la plaza más pequeña de la capital de España. Se encuentra enclavada en el barrio de Palacio, perteneciente al distrito Centro. Ramón Gómez de la Serna la definió como «un recodo de meditación en que se fragua lo muy madrileño».

## Historia
El espacio de la plaza aparece dibujado, aunque no rotulado, en el plano de Texeira de 1656. En la Planimetría de la Villa, en el siglo xviii, se describe ya como Plazuela de San Javier, formando un entrante de la manzana 181 frente a la 179. Explica Pedro de Répide que tal nombre le vino de que en ella tuvo la Compañía de Jesús una casa en cuya fachada había una imagen de San Francisco Javier.
Mercedes Gómez, en sus trabajos sobre la plazuela documenta la historia del solar y la aparición de restos islámicos en las excavaciones arqueológicas correspondientes, con «presencia de materiales cerámicos y óseos», datados entre los siglos xi y xii.
En los otros tres lados que cierran la plazuela se encuentran fachadas pertenecientes a los dos únicos números de que consta el espacio. Uno de ellos es la parte trasera del inmueble que sustituyó al desaparecido palacio de Revillagigedo, con entrada principal por la calle del Sacramento, y en el que vivió el escritor Eugenio d’Ors, como avisa una placa municipal.
Los otros dos lados pertenecen al edificio que tiene también acceso por el número 7 de la calle del Rollo, en cuyo umbral figura una inscripción datándolo en 1724, aunque su base arquitectónica es del siglo xvii, como casa n.º 2 de la Manzana 181, perteneciente al Colegio Imperial de la Compañía de Jesús. Fue en su origen una casa palacio construida entre 1610 y 1625, reformada como  casa de corredor en 1724. Entre 1991-1995, se le encargó al arquitecto Juan López Jaén una remodelación total de los espacios interiores, y cimentando las galerías subterráneas que fueron utilizadas en la Guerra Civil, según documenta la Guía del Colegio de Arquitectos.

### Escenario de zarzuela
Diversos autores recuerdan y anotan que en esta plazuela transcurren varias escenas de la zarzuela Luisa Fernanda, estrenada en el Teatro Calderón de Madrid el 26 de marzo de 1932, con libreto de Federico Romero Sarachaga y de Guillermo Fernández-Shaw Iturralde y música de Federico Moreno Torroba.

### La posada de San Javier
La plaza queda abierta tan solo en su lado sureste, frente al n.º 3 de la calle del Conde, espacio que ocupó el Mesón de San Javier, entre cuyas historias legendarias se cuenta que en el mismo edificio vivía una dama enamorada de Luis Candelas. Dicha casa se documenta ya en el siglo xvi como posible domicilio del Aposentador de Felipe II, por su proximidad al primitivo Alcázar Real. Se documentan también obras de reforma en los siglos xvii y xviii, siendo la más importante la realizada por el arquitecto Enrique Luchetti en 1949, en la que el mesón conservado se convertiría en restaurante. Según los estudios de Montero Vallejo, la primitiva posada de San Javier ocupó el espacio del zaguán del viejo edificio. Gómez de la Serna, en su Elucidario de Madrid la imagina «con el nombre pintado en la viga del portón que sirve de angarilla al edificio..., silenciosa y escondida, con huéspedes antiguos que vienen por tradición de siglos a su mesón...».